# Hornazo de San Marcos
El hornazo de San Marcos es un producto gastronómico propio de varias localidades de la provincia de Jaén, como La Puerta de Segura, Castellar, Torres de Albanchez o Torres, consistente en un bollo de pan que se cuece en el horno al mismo tiempo que un huevo duro que lo culmina. Este hornazo se prepara y se sirve a los mozos y mozas en el campo el día de San Marcos celebrado el 25 de abril cuando se sale a la siembra a «espantar el diablo», ancestral responsable de los malos tiempos y las plagas que arruinan las cosechas.